# Estação Parada Fabrica EMAQ
Parada Fabrica EMAQ é uma estação de trem do Rio de Janeiro.
A estação foi operada pela CENTRAL e funcionou até maio de 2011, quando o Ramal de Guapimirim foi repassado para SuperVia.
Ficava junto à fábrica da EMAQ Industrial, que fabricou locomotivas durante os anos 1970, mas fechou posteriormente devido à ociosidade.
Atualmente a estação se encontra desativado.